# Setodes antardhana
Setodes antardhana är en nattsländeart som beskrevs av Schmid 1987. Setodes antardhana ingår i släktet Setodes och familjen långhornssländor. Inga underarter finns listade i Catalogue of Life.